# A Fülöp-szigeteken történt légi közlekedési balesetek listája
A Fülöp-szigeteken történt légi közlekedési balesetek listája mind a halálos áldozattal járó, mind pedig a kisebb balesetek, meghibásodások miatt történt, gyakran csak az adott légiforgalmi járművet érintő baleseteket is tartalmazza évenkénti bontásban.

## Fülöp-szigeteken történt légi közlekedési balesetek

### 1946
- 1946. október 1., Davao, Davao nemzetközi repülőtér. A Philippine Airlines Douglas DC–3-as típusú repülőgépe leszállás közben a hasán landolt és egy közeli mocsárban kötött ki. Az eset nem járt halálos áldozattal.

### 1947
- 1947. június 16., Cebu tengerpart. A Philippine Airlines Douglas C–47-es típusú utasszállító repülőgépe kényszerleszállást hajtott végre a Cebu város közelében fekvő partszakaszon. Halálos áldozat nem volt.[1]

### 1948
- 1948. január 21., Iloilo város. A Philippine Airlines DC–3-as típusú repülőgépe behúzott kerekekkel landolt. Az eset nem járt halálos áldozattal.
- 1948. április 20., Jolo. A Philippines Airlines C–47-es típusú repülőgépe leszállás közben a földnek csapódott, de az esetnek nem voltak halálos áldozatai.
- 1948. május 17., Cebu. A Philippines Airlines DC–3-as típusú repülőgépe felszállás közben a földnek csapódott. Halálos áldozat nem volt.

### 1949
- 1949. május 7., a Fülöp-szigetekhez tartozó tengerszakaszon. A Philippines Airlines Douglas C–47-es típusú repülőgépe a tengerbe csapódott. A fedélzeten időzített bomba lépett működésbe. A merényletnek 13 halálos áldozata volt.

### 1950
- 1950. január 24. Ilolilo. A Philippines Airlines DC–3-as típusú repülőgépe lezuhant. A balesetnek 4 halálos áldozata volt.

### 1952
- 1952. március 10. Cebu. A Philippines Airlines DC–3-as típusú repülőgépe egy lakúház tetejébe csapódott. A balesetnek 3 halálos áldozata volt.
- 1952. március 30. Baguio város. A Philippines Airlines DC–3-as típusú, PI-C270 lajstromjelű repülőgépe a Loakan repülőtérről felszállva lezuhant. A balesetben 10 fő vesztette életét.

### 1953
- 1953. október 15., Tuguegarao város közelében. A Philippines Airlines C–47-es típusú repülőgépe kényszerleszállást hajtott végre egy rizsföldön. Halálos áldozat nem volt.[1]

### 2002
- 2002. március 31. A Fülöp-szigeteken lezuhan az Amerikai Egyesült Államok Hadseregének egyik pilóta nélküli felderítő repülőgépe.[2]
- 2002. november 11. 06:00 körül (helyi idő szerint), Manilai-öböl. A Laoag légitársaság Fokker F27 típusú repülőgépe a Manilai-öböl vizébe csapódott. Két fő életét vesztette, öt fő könnyebb sérüléseket szenvedett, 7 fő súlyos sérülésekkel került kórházba.[3]

### 2008
- 2008. augusztus 25. Mindanao sziget közelében. A Fülöp-szigeteki Légierő egyik C–130 Hercules típusú katonai szállító repülőgépe. A gép Iloilóba tartott.[4]

### 2012
- 2012. augusztus 18., Masbate közeli tengerszakasz, 1,8 km-re a parttól. Lezuhant egy Cessna márkájú repülőgép a helyi belügyminiszterrel, Jesse Robredóval a fedélzetén. A két pilótát és a minisztert mentőcsapat kereste. Egy fő megmenekült.[5]

### 2014
- 2014. augusztus 7. Marawi, Lanau del Sur tartomány. Lezuhant a Fülöp-szigeteki Légierő egyik W–3 Sokół típusú helikoptere. A gépen tartózkodók mindegyike túlélte a balesetet.[6]

### 2018
- 2018. március 17., Plaridel, Bulacan tartomány. Lezuhant egy Piper 23 Apache típusú kisrepülőgép. A gépen utazó 4 fő és a pilóta, valamint a földön tartózkodó két gyermek (7 és 10 évesek), valamint egy 17 éves fiatal is meghalt a balesetben. A repülőgép lakott területre zuhant.[7]
- 2018. augusztus 16., Manila. Leszállás közben enyhén nekicsapódott a kifutónak a Xiamen Airlines 8667-es járata, egy Boeing 737–800 típusú utasszállító repülőgépe. A gépen utazó 157 fő utas és 8 fős személyzet közül mindenki megmenekült.[8]